# Адам и Ева (диптих Дюрера)
«Адам и Ева» — картина немецкого художника Альбрехта Дюрера.
Картина представляет собой две крупноформатные доски, написанные маслом. Диптих написан в 1507 году. Обе панели 209 см в высоту, а в ширину одна 81 см, другая 80 см. Картина выставляется в музее Прадо.

## История создания
В 1504 году Альбрехт Дюрер создает первую работу на данную тему — гравюру на меди «Адам и Ева». В 1507 году художник пишет диптих «Адам и Ева», предназначенный первоначально для алтаря (алтарь так и не был дописан). Дюрер написал свою картину, вернувшись из путешествия по Италии, под впечатлением от искусства античности. Его картина является первым в немецкой живописи изображением полностью обнажённых людей в натуральную величину.
Предполагается, что Дюрер написал диптих для города Нюрнберга, где картины оставались до конца XVI-го века. Затем панели отправились в Пражский Град, в качестве подарка от города Рудольфу II. Во время Тридцатилетней войны шведские и саксонские армии разграбили замок, и эти работы, в частности, оказались в собственности шведского короля Густава Адольфа. Его дочь королева Кристина передала их испанскому королю Филиппу IV в 1654 году.
В восемнадцатом веке король Карл III приказал сжечь диптих вместе с другими изображениями обнаженных людей, за их якобы непристойное содержание. Однако, по совету своих приближенных, все же решил передать работы Академии изящных искусств Сан-Фернандо, чтобы картины служили примером для молодых художников. Эта мера была одобрена при условии, что обнаженные изображения содержались в комнате с ограниченным доступом.
В 1827 году работы Дюрера отправились в музей Прадо, но и там они были заключены в закрытой комнате, которую посещали только со специальными разрешениями, и не выставлялись на всеобщее обозрение до 1833 года, когда картины были заново открыты Иоганном Давидом Пассавантом.
Известен подготовительный рисунок к диптиху: этюд для руки Евы с яблоком, хранящийся в Художественном музее Кливленда.
Также известны различные копии и версии этой работы Дюрера. Достаточно точная копия, написанная на двух панелях, принадлежит Хансу Бальдунгу (Галерея Уффици).

## Сюжет
Картина написана на библейский сюжет, и представлена в двух независимых панелях. На одной Адам держит рукой ветку яблони, на второй стоит Ева, с лежащим в руке яблоком. Яблоко придерживает за черенок змей, свесившийся с Древа познания.
На табличке, висящей справа от Евы на ветке есть надпись «Альбрехт Дюрер, немец, нарисовал эту картину после рождества Богородицы в 1507 году».